# Киликия (судно)

Судно под основным парусом

«Киликия» (арм. Կիլիկիա) — армянское парусное судно, точная копия торгового судна времён Киликийского царства (XIII век).

## Постройка
Строительство судна началось 1988-89х гг. под руководством президента клуба морских исследований «Айас» Карена Балаяна. За основу были взяты древние рукописи и миниатюры, хранящиеся в Матенадаране. В мае 2002 года постройка судна была завершена, и оно было перевезено на озеро Севан, где до ноября 2003 года проходило испытания.

## Характеристики
Все детали корабля аналогичны тем, из которых строились парусники XIII века, единственной современной деталью является якорь.
Одежда, еда, быт, методы навигации и навигационные приборы у мореплавателей тоже такие же, какие были у средневековых киликийских купцов.
| Характеристики                             |                                 |
| длина, ширина, осадка                      | 20 м, 5 м, 1,5 м                |
| высота мачты                               | 14 м                            |
| водоизмещение/грузоподъёмность             | 50/20 т                         |
| площадь паруса                             | 100 м                           |
| макс. скорость                             | 7 узлов                         |
| команда                                    | 12-14 чел                       |
| вместимость                                | 50 чел.                         |
| материал                                   | дуб, сосна, 10 т медных гвоздей |
| Затраты на строительство (только материал) | 75-80 тыс. долл.                |

## Плавание вокруг Европы
В июне 2004 года парусник отправился в первое плавание. Оно проходило в три этапа. Первый этап: июнь 2004, Поти — осень 2004, Венеция; второй этап: май 2005, Венеция — август 2005, Портсмут; третий этап: Портсмут — Санкт-Петербург, далее по рекам России в Чёрное море.

### Маршрут путешествия
«Киликия» посетила следующие города:
- По суше от Еревана до → Поти → Сочи → Туапсе → Новороссийск → Ялта → Констанца → Варна → Царево → Стамбул → Афины → Родос → Ларнака → Бейрут → Латакия → Искендерон → Аяс → Корикос → Анамур → Родос → Пирей → Керкира → Дубровник → Венеция → Триест → Фано → Анкона → Бриндизи → Сиракуза → Валлетта → Липари → Неаполь → Остия → Портоферрайо → Ливорно → Генуя → Ницца → Марсель → Барселона → Малага → Гибралтар → Кадис → Синеш → Лиссабон → Ла-Корунья → Брест (Франция) → Портсмут → Каус → Лондон → Кале → Антверпен → Амстердам → Бремерхафен → Засниц → Гданьск → Клайпеда → Стокгольм → Таллин → Хельсинки → Санкт-Петербург → Нижний Новгород → Саратов → Волгоград → Ростов-на-Дону → Новороссийск → Сочи → Батуми → Поти → по суше до Еревана.

### Цели плавания
Члены экспедиции так описывают её цели:

- это исторический эксперимент, в ходе которого предстояло выяснить, как ходили на таких кораблях, как ими управляли, испытать на себе то, что чувствовали наши предки-моряки во время долгих походов на таких судах;
- показать возможность плавания от берегов исторической Киликии к берегам южной и северной Европы и, таким образом, повторить маршруты средневековых армянских мореплавателей;
- объединить всех армян на пути маршрута;
- освоить плавание на копии средневекового судна и сравнить его с плаванием на современных судах.

## Экипаж
Экипаж "Киликии" был награжден медалью "Адмирала Исакова".

## Фильм
В 2006 году на DVD был выпущен фильм про плавание парусника «Армянский парусник „Киликия“ путешествие по 7 морям». Режиссёр фильма Арег Назарян одновременно являлся старшим помощником капитана.
В 2009 году на DVD был выпущен новый фильм «Киликия — Сотворение», в котором рассказывается о целях, задачах и результатах экспедиции. Автор — Карен Балаян (капитан), режиссёр — Арег Назарян.